# Roberto Leopardi
Roberto Rafael Leopardi Laporta (19 de julho de 1933) é um ex-futebolista uruguaio que atuava como meia.

## Carreira
Roberto Leopardi fez parte do elenco da Seleção Uruguaia de Futebol, na Copa do Mundo de 1954.

## Títulos
- Copa América de 1956